# ステファン・ブコビッチ
ステファン・ブコビッチ（Stephan Vuckovic、1972年7月22日 - ）はドイツ、バーデン＝ヴュルテンベルク州ロイトリンゲン出身のトライアスロン選手。
1996年のドイツ選手権で優勝、1997年のETUトライアスロンヨーロッパ選手権で2位となる。
2000年シドニーオリンピックにドイツ代表として出場、1時間48分37秒58のタイムで銀メダルを獲得した。スイムは18分35秒59で33位、サイクリングは58分52秒10で14位、ランが31分09秒89で2位のタイムだった。
その後ドーピング疑惑が持ち上がり、2004年アテネオリンピック代表には選ばれなかった。
その後はアイアンマン・ディスタンスを専門とし、2007年の“アイアンマン・フロリダ”でコースレコード（当時）を出して優勝した。
以下は国際トライアスロン連合のランキングである。
- 2001年　133位
- 2002年　89位
- 2003年　43位